# William Schaus
Pour les articles homonymes, voir Schaus.
William Schaus, né le 11 janvier 1858 à New-York et mort le 20 juin 1942, est un entomologiste américain.

## Biographie
Diplômé d'art de l'Université du Wisconsin en 1921 puis, influencé par Henry Edwards en Science de l'Université de Pittsburg.
Il a étudié la faune tropicale et constitué une très importante collection de lépidoptères. Il a décrit plus de 500 espèces, principalement d'Amérique tropicale et nommé 329 genres.
Il a offert 5 000 spécimens au National Museum of Natural History.